# AFL - Division III 2015
La AFL Division III 2015 è stata la 5ª edizione del campionato di football americano di quarto livello, organizzato dalla AFBÖ.

## Squadre partecipanti
| Club                  | Città                    | Stadio | Sponsor ufficiale | Risultato nella stagione 2014 |
| --------------------- | ------------------------ | ------ | ----------------- | ----------------------------- |
| AFC Rangers Mödling 2 | Mödling                  |        |                   |                               |
| Carinthian Lions      | Klagenfurt am Wörthersee |        |                   |                               |
| Gmunden Rams          | Gmunden                  |        |                   |                               |
| Graz Giants 2         | Graz                     |        | Projekt Spielberg |                               |
| Danube Dragons 2      | Vienna                   |        |                   |                               |
| Pinzgau Devils        | Piesendorf               |        |                   |                               |
| Vienna Knights        | Vienna                   |        |                   |                               |
| Weinviertel Spartans  | Mistelbach               |        |                   |                               |

## Stagione regolare

### Calendario

#### 1ª giornata
| 28 marzo 2015 | Graz Giants 2 | 6 – 76 (6-15 0-41 0-7 0-13) | Carinthian Lions |  |

| 28 marzo 2015 | AFC Rangers Mödling 2 | 36 – 21 (13-7 3-6 7-0 13-8) | Weinviertel Spartans |  |

| 28 marzo 2015 | Vienna Knights | 27 – 17 (7-0 0-3 13-7 7-7) | Danube Dragons 2 |  |

| 29 marzo 2015 | Gmunden Rams | 24 – 7 (0-0 7-0 7-0 10-7) | Pinzgau Devils | (350 spett.) |

#### 2ª giornata
| 4 aprile 2015 | Gmunden Rams | 23 – 33 (0-13 9-7 7-6 7-7) | Graz Giants 2 | (200 spett.) |

| 5 aprile 2015 | Danube Dragons 2 | 64 – 12 (23-0 14-12 13-0 14-0) | AFC Rangers Mödling 2 |  |

| 5 aprile 2015 | Carinthian Lions | 88 – 0 (27-0 46-0 7-0 8-0) | Pinzgau Devils |  |

| 5 aprile 2015 | Weinviertel Spartans | 0 – 49 (0-14 0-14 0-14 0-7) | Vienna Knights |  |

#### 3ª giornata
| 18 aprile 2015 | Pinzgau Devils | 6 – 39 (0-0 0-12 6-13 0-14) | Gmunden Rams | (250 spett.) |

| 18 aprile 2015 | Danube Dragons 2 | 20 – 24 (7-2 3-14 10-0 0-8) | Vienna Knights |  |

| 19 aprile 2015 | Carinthian Lions | 63 – 9 (28-3 28-0 7-6 0-0) | Graz Giants 2 |  |

| 19 aprile 2015 | Weinviertel Spartans | 32 – 21 (6-0 6-7 7-7 13-7) | AFC Rangers Mödling 2 | (400 spett.) |

#### 4ª giornata
| 24 aprile 2015 | Vienna Knights | 69 – 6 (21-0 21-6 14-0 13-0) | Weinviertel Spartans |  |

| 26 aprile 2015 | Graz Giants 2 | 21 – 29 (d.t.s.) (0-0 7-8 6-6 8-7 0-8) | Gmunden Rams |  |

| 26 aprile 2015 | Pinzgau Devils | 6 – 43 (0-21 0-9 0-7 6-6) | Carinthian Lions | (220 spett.) |

| 26 aprile 2015 | AFC Rangers Mödling 2 | 7 – 55 (7-21 0-21 0-7 0-6) | Danube Dragons 2 |  |

#### 5ª giornata
| 9 maggio 2015 | Graz Giants 2 | 20 – 6 (7-0 7-0 0-0 6-6) | Pinzgau Devils |  |

| 9 maggio 2015 | Weinviertel Spartans | 20 – 28 (6-14 6-7 0-0 8-7) | Danube Dragons 2 |  |

| 9 maggio 2015 | Carinthian Lions | 55 – 0 (14-0 27-0 0-0 14-0) | Gmunden Rams |  |

| 10 maggio 2015 | Vienna Knights | 68 – 0 (20-0 27-0 14-0 7-0) | AFC Rangers Mödling 2 | (150 spett.) |

#### 6ª giornata
| 23 maggio 2015 | Gmunden Rams | 0 – 55 (0-20 0-22 0-6 0-7) | Carinthian Lions |  |

| 23 maggio 2015 | Pinzgau Devils | 6 – 45 (6-0 0-25 0-6 0-14) | Graz Giants 2 | (100 spett.) |

| 24 maggio 2015 | Danube Dragons 2 | 10 – 15 (0-0 10-7 0-0 0-8) | Weinviertel Spartans |  |

| 25 maggio 2015 | AFC Rangers Mödling 2 | 0 – 35 (a tavolino) | Vienna Knights |  |

### Classifica
La classifica della regular season è la seguente:
- PCT = percentuale di vittorie, G = partite giocate, V = partite vinte,  P = partite perse, PF = punti fatti, PS = punti subiti

#### Conference A
| Pos. | Squadra          | PCT   | G | V | N | P | PF  | PS  |
| ---- | ---------------- | ----- | - | - | - | - | --- | --- |
| 1    | Carinthian Lions | 1.000 | 6 | 6 | 0 | 0 | 380 | 21  |
| 2    | Graz Giants 2    | .500  | 6 | 3 | 0 | 3 | 134 | 203 |
| 3    | Gmunden Rams     | .500  | 6 | 3 | 0 | 3 | 115 | 177 |
| 4    | Pinzgau Devils   | .000  | 6 | 0 | 0 | 6 | 31  | 259 |

#### Conference B
| Pos. | Squadra               | PCT   | G | V | N | P | PF  | PS  |
| ---- | --------------------- | ----- | - | - | - | - | --- | --- |
| 1    | Vienna Knights        | 1.000 | 6 | 6 | 0 | 0 | 272 | 43  |
| 2    | Danube Dragons 2      | .500  | 6 | 3 | 0 | 3 | 194 | 105 |
| 3    | Weinviertel Spartans  | .333  | 6 | 2 | 0 | 4 | 94  | 213 |
| 4    | AFC Rangers Mödling 2 | .167  | 6 | 1 | 0 | 5 | 76  | 275 |

## Playoff

### Tabellone
|  | Semifinali | Semifinali       | Semifinali |                |    | XII Challenge Bowl | XII Challenge Bowl | XII Challenge Bowl |  |
|  |            |                  |            |                |    |                    |                    |                    |  |
|  | 1A         | Carinthian Lions | 27         |                |    |                    |                    |                    |  |
|  | 1A         | Carinthian Lions | 27         |                |    |                    |                    |                    |  |
|  | 2B         | Danube Dragons 2 | 30         |                |    |                    |                    |                    |  |
|  | 2B         | Danube Dragons 2 | 30         |                | 2B | Danube Dragons 2   | 14                 |                    |  |
|  |            |                  |            |                | 2B | Danube Dragons 2   | 14                 |                    |  |
|  |            |                  | 1B         | Vienna Knights | 56 |                    |                    |                    |  |
|  | 2A         | Vienna Knights   | 1B         | Vienna Knights | 56 | 73                 |                    |                    |  |
|  | 2A         | Vienna Knights   |            |                |    |                    |                    |                    |  |
|  | 1B         | Graz Giants 2    | 0          |                |    |                    |                    |                    |  |

### Semifinali
| 6 giugno 2015 | Vienna Knights | 73 – 0 (28-0 28-0 7-0 10-0) | Graz Giants 2 | (120 spett.) |

| 7 giugno 2015 | Carinthian Lions | 27 – 30 (d.t.s.) (7-7 3-3 0-7 14-7 3-6) | Danube Dragons 2 |  |

### XII Challenge Bowl
| 21 giugno 2015 | Danube Dragons 2 | 14 – 56 (14-14 0-14 0-21 0-7) | Vienna Knights |  |

## Verdetti
- Vienna Knights Vincitori dell'AFL Division III 2015